# Aklavik/Freddie Carmichael Airport
Aklavik/Freddie Carmichael Airport är en flygplats i Kanada.   Den ligger utanför Aklavik i territoriet Northwest Territories, i den nordvästra delen av landet, 4 200 km nordväst om huvudstaden Ottawa. Aklavik/Freddie Carmichael Airport ligger 7 meter över havet.
Terrängen runt Aklavik/Freddie Carmichael Airport är mycket platt. Trakten runt Aklavik/Freddie Carmichael Airport är nära nog obefolkad, med mindre än två invånare per kvadratkilometer.. Närmaste större samhälle är Aklavik, 0,51 km söder om Aklavik/Freddie Carmichael Airport.